# والتر گروپیوس
والتر گروپیوس (به آلمانی: Walter Gropius) معمار برجستهٔ آلمانی و بنیان‌گذار مدرسهٔ مشهور باوهاوس بود.

## سرگذشت
گروپیوس پس از تحصیل در مونیخ (۱۹۰۳–۱۹۰۴) و برلین (۱۹۰۵–۱۹۰۷) به دفتر پتر بهرنس پیوست و نزد او به اهمیت و شکوه پیشرفت صنعتی به عنوان نمودی از ظهور یک فرهنگ تازه پی برد.
از ۱۹۱۰ تا ۱۹۲۵ با آدلف مایر همکار بود. حاصل فعالیت وی در این سالها کارخانه فاگوس بود که از شاخصترین نمادهای جنبش مدرن در معماری به شمار می‌آید.

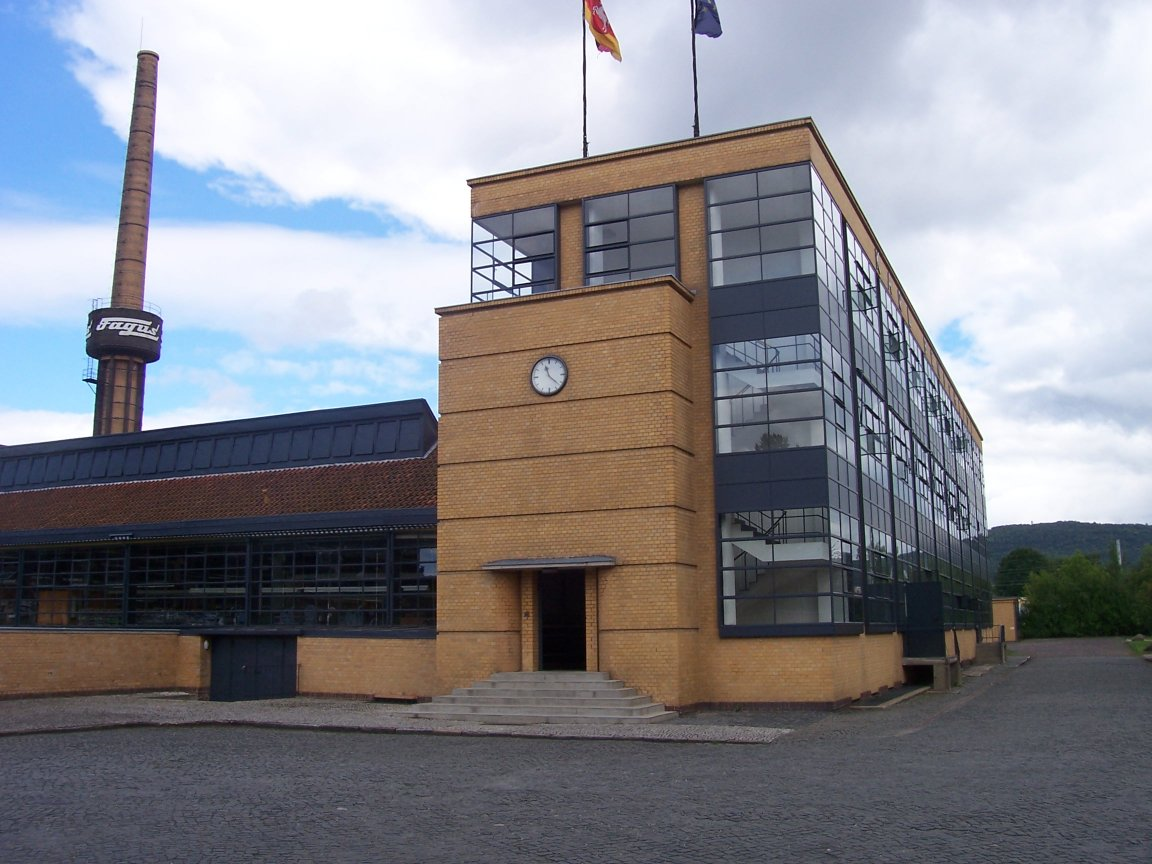
کارخانه فاگوس

در ۱۹۱۹ باوهاوس را در وایمار تأسیس کرد که والاترین دستاورد فعالیتهای آموزشی او در جهت تلفیق خلاقیت هنری با مقتضیات تولید صنعتی بود. تغییر مکان مدرسه به دسائو در ۱۹۲۵ آغاز عصر فناوری در معماری مدرن بود که از معماران معاصر هلند تأثیر می‌پذیرفت و به آفرینش چندین اثر دارای اهمیت بین‌المللی انجامید.

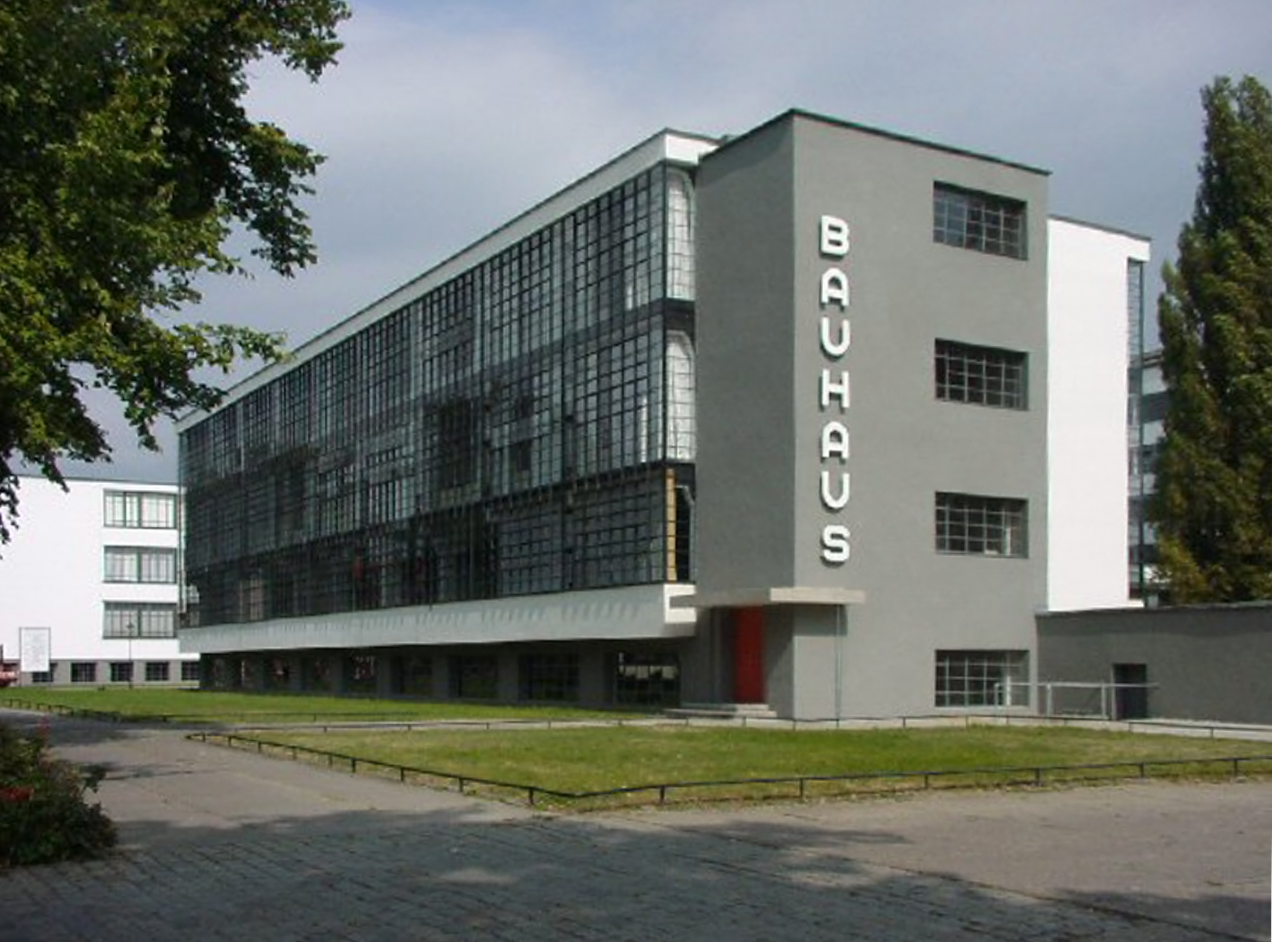
مدرسه معماری باوهاوس در دسائو

گروپیوس در ۱۹۲۸ باوهاوس را ترک کرد و به آزمودن اندیشه‌های جدیدی در شهرسازی و تیپولوژی خانه مشغول شد. با روی کار آمدن نازیسم به بریتانیا، و سپس در ۱۹۳۷ به بوستون آمریکا مهاجرت کرد، در آنجا همزمان با تدریس در دانشگاه هاروارد، فعالیتهای حرفه‌ای خودرا نیز دنبال کرد (نخست به همراه مارسل برور و سپس با گروه TAC)